# Coenonympha margineexoculata
Coenonympha margineexoculata är en fjärilsart som beskrevs av Felix Bryk 1940. Coenonympha margineexoculata ingår i släktet Coenonympha och familjen praktfjärilar. Inga underarter finns listade i Catalogue of Life.